# Stata Center
Le Stata Center, ou officiellement le Ray and Maria Stata Center, voire le Building 32, est un complexe universitaire de 40 000 m2 conçu par l'architecte lauréat du prix Pritzker Frank Gehry, pour le Massachusetts Institute of Technology (MIT).
Ouvert en mars 2004, Il se trouve sur le site de l'ancien Building 20 (en) du MIT, qui abritait l'historique MIT Radiation Laboratory, à Cambridge.

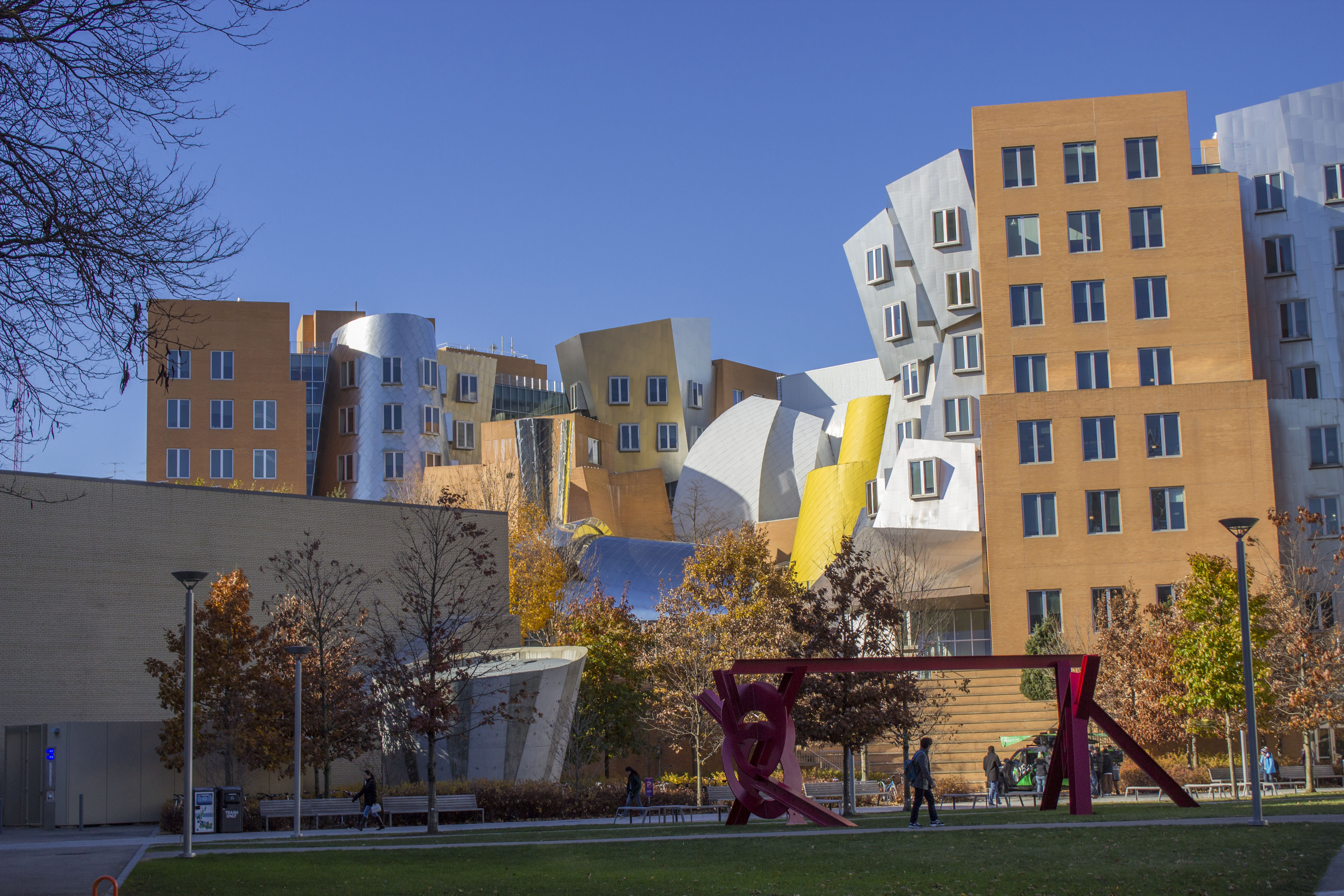
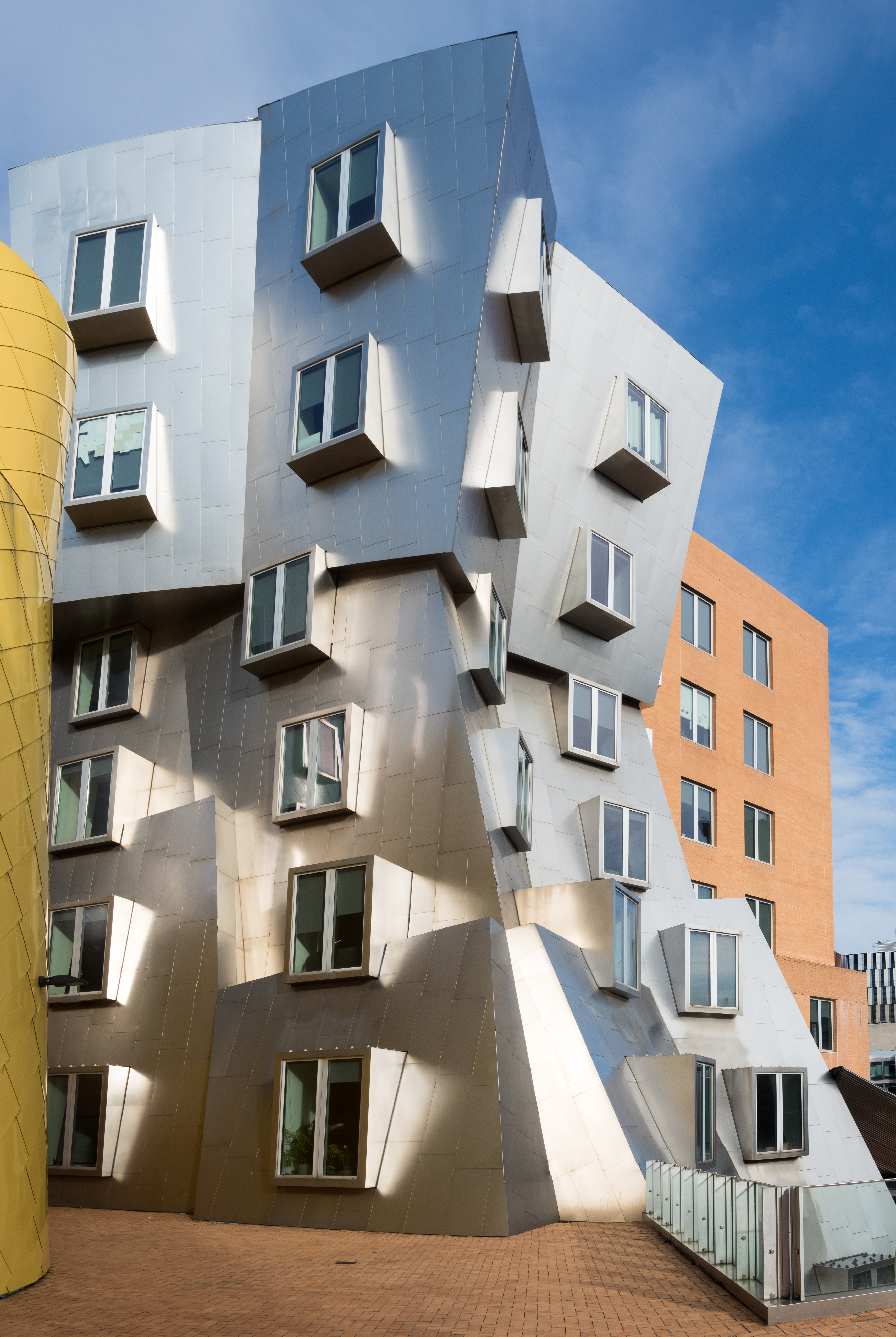
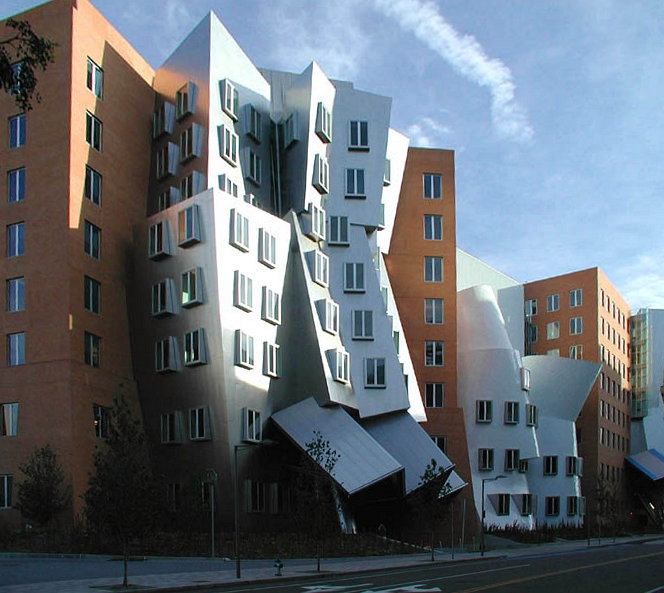
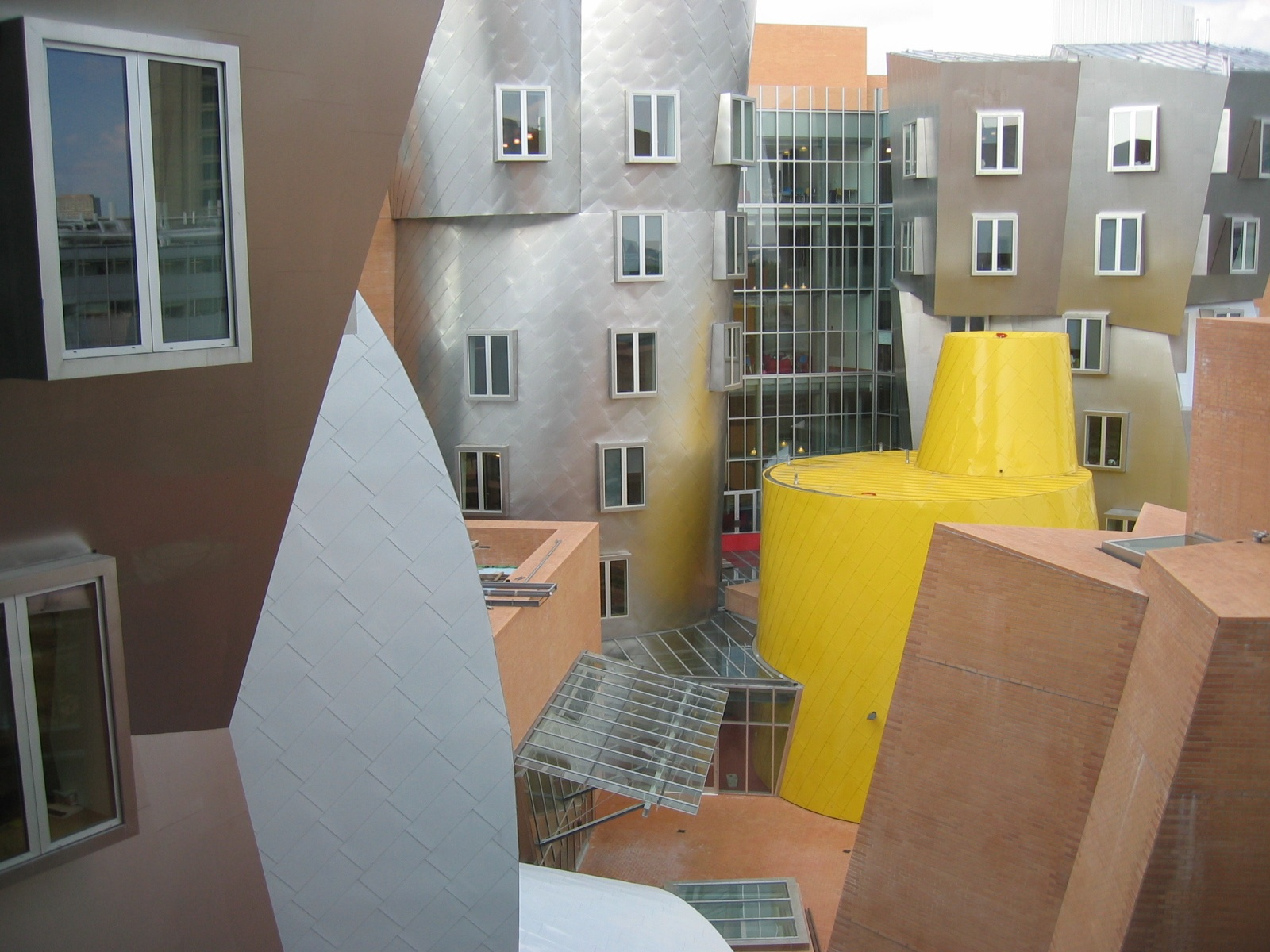
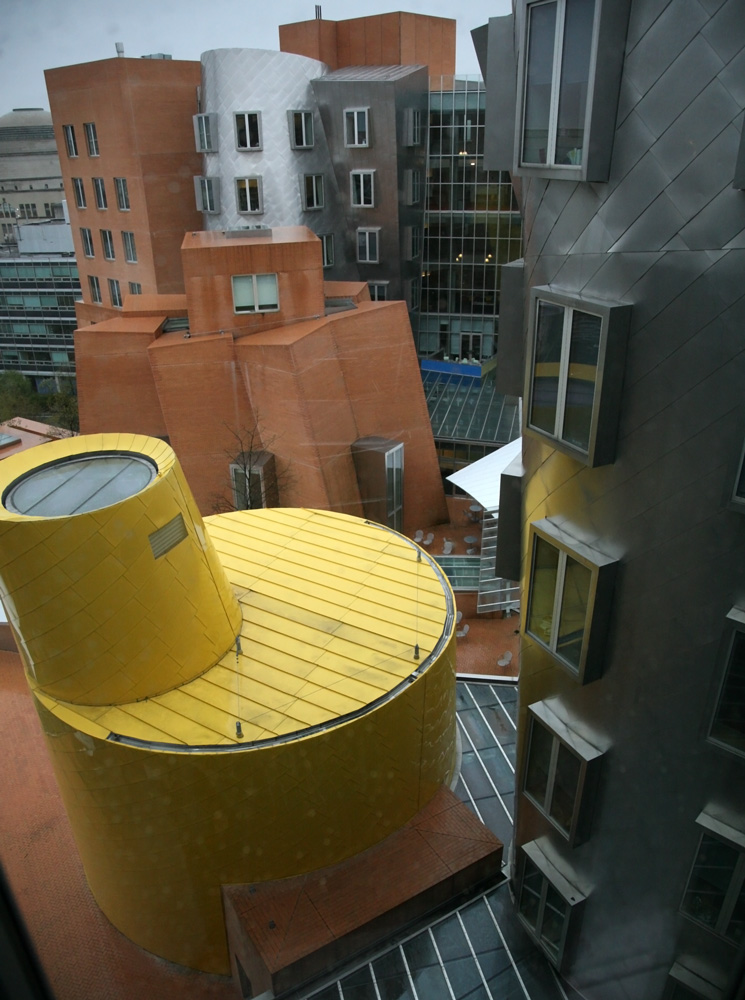